# Hospital da Força Aérea
O Hospital da Força Aérea (HFA) foi o principal estabelecimento de saúde da Força Aérea Portuguesa, estando instalado no complexo da Base do Lumiar em Lisboa.
O HFA foi criado em 1972 com a denominação de Núcleo Hospital Especializado da Força Aérea Nº1 (NHEFA1) com base no Centro de Diagnóstico e Tratamento do Quartel de Adidos da Força Aérea, instalado em 1966.
Em 1975 é extinto o Núcleo Hospitalar Especializado da Força Aérea Nº 2, o qual havia sido criado em 1946 na Ilha Terceira, Açores, com a denominação de Hospital Militar da Base Aérea Nº 4 e adoptado esta designação em 1972. A partir daí o NHEFA1 torna-se a única instalação hospitalar de carácter geral da Força Aérea Portuguesa.
Em 1979 o NHEFA1 passa a denominar-se Hospital da Força Aérea.
No âmbito das leis orgânicas de Bases da Organização das Forças Armadas e do Estado-Maior General das Forças Armadas de 2009, o Hospital da Força Aérea tornou-se no actual Hospital das Forças Armadas, estando situado ainda no agora Complexo do Lumiar, servindo os três ramos das Forças Armadas. Posteriormente outro núcleo será criado no norte do país, no Porto.